# Eidsvold (1900)
Eidsvold – norweski pancernik obrony wybrzeża (norw. Panserskipet), w służbie od 1901 roku, zatopiony pod Narwikiem przez niemiecki niszczyciel „Wilhelm Heidkamp”.

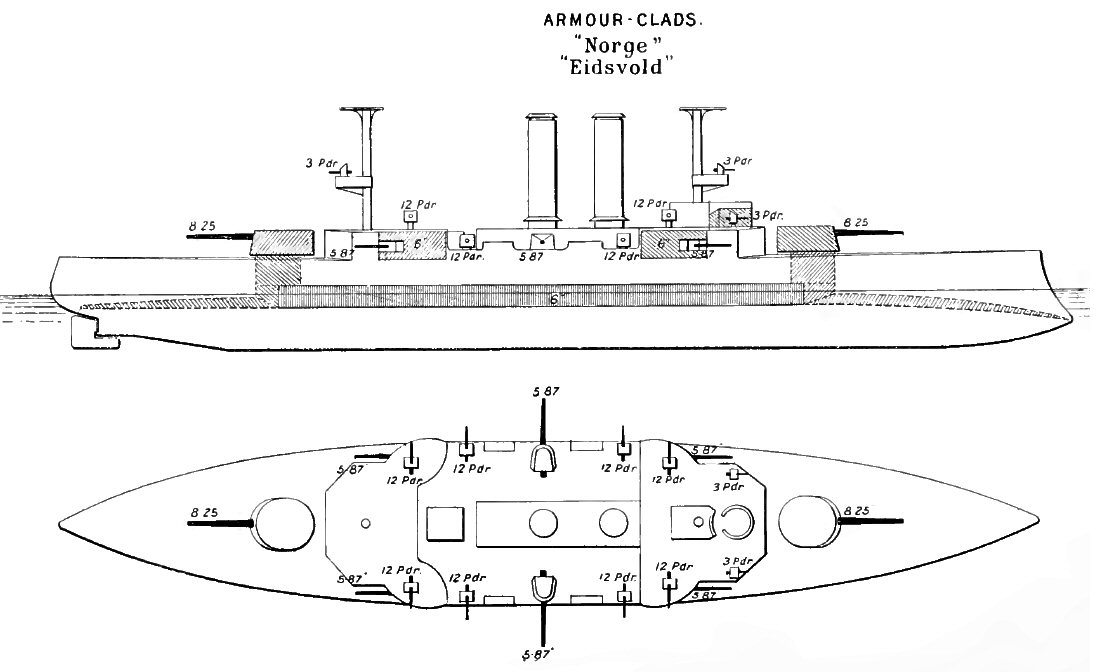
Szkic pancerników typu Eidsvoldt

## Historia konstrukcji
„Eidsvold”, wraz z bliźniaczym „Norge” został zamówiony przez rząd Królestwa Norwegii w brytyjskiej stoczni Armstrong Whitworth w Newcastle upon Tyne jako rozwinięcie konstrukcji poprzednich pancerników budowanych w tej stoczni dla marynarki norweskiej: „Harald Haarfagre” i „Tordenskjold”. W porównaniu z pierwszą dwójką pancerników na nowych jednostkach zwiększono kaliber dział artylerii średniej, opancerzono stanowisko dowodzenia oraz zrezygnowano z charakterystycznego wysokiego komina na rzecz dwóch krótszych.
Stępkę pod pancernik położono w 1899 roku. Wodowanie nastąpiło 14 czerwca 1900 roku. Okręt otrzymał nazwę „Eidsvold” dla uczczenia miejscowości w pobliżu Oslo, gdzie 17 maja 1814 roku podpisano pierwszą norweską konstytucję. W 1901 roku, po okresie wyposażania, prób morskich i szkolenia załogi okręt wszedł w skład marynarki norweskiej.

## Opis konstrukcji
Kadłub „Eidsvold” chroniony był pancerzem w postaci pasa burtowego grubości 152 mm oraz pokładem pancernym o grubości 50 mm. Stanowisko dowodzenia miało pancerz grubości 152 mm. Okręt posiadał taranowy dziób.
„Eidsvold” był napędzany przez dwie maszyny parowe potrójnego rozprężania o łącznej mocy 4500 KM, zasilane w parę przez trzy kotły parowe opalane węglem. Maszyny parowe napędzały dwie śruby. Pancernik miał jeden ster.
Głównym uzbrojeniem pancernika były dwa działa kal. 209 mm, umieszczone pojedynczo w pancernych wieżach artyleryjskich na dziobie i rufie. Grubość pancerza wież wynosiła 229 mm. Artylerię średniego kalibru stanowiło sześć dział kal. 149 mm, z których cztery rozmieszczone były w kazamatach na burtach, zaś dwa pozostałe, chronione maskami przeciwodłamkowymi, na głównym pokładzie na wysokości drugiego komina. Ponadto „Eidsvold” był uzbrojony w cztery działa szybkostrzelne kal. 76 mm do zwalczania mniejszych jednostek oraz sześć dział przeciwlotniczych kal. 47 mm. Uzbrojenie uzupełniały dwie podwodne wyrzutnie torpedowe kal. 457 mm.
W późniejszych latach lekkie uzbrojenie pancernika było modyfikowane. W 1922 roku dodano dwa działa przeciwlotnicze kal. 76 mm na dachach wież artylerii głównej. Ostatecznie, po przezbrojeniu w 1939 roku, składało się ono z sześciu dział szybkostrzelnych kal. 76 mm, dwóch dział przeciwlotniczych kal. 76 mm, dwóch przeciwlotniczych armat automatycznych Oerlikon kal. 20 mm, dwóch wielkokalibrowych karabinów maszynowych Colt kal. 12,7 mm oraz czterech karabinów maszynowych Colt kal. 7,92 mm.

## Historia operacyjna
Po wejściu do służby „Eidsvold” wraz z pancernikiem „Tordenskjold” wszedł w skład eskadry szkolnej. Oba okręty odbyły przed wybuchem I wojny światowej kilka rejsów zagranicznych, zawijając między innymi do Inverness w Szkocji i Hamburga w 1904 roku. W 1908 roku „Eidsvold” popłynął do niemieckich portów w Kilonii i Libau. 24 czerwca 1911 roku uczestniczył na redzie Spithead w rewii morskiej z okazji koronacji króla Jerzego V.
W czasie I wojny światowej pancernik przebywał na wodach macierzystych, chroniąc neutralność Norwegii. W 1923 roku pełnił rolę jachtu królewskiego podczas oficjalnej wizyty króla Norwegii Haakona VII w Belgii i Holandii. Od końca lat 30. wraz z bliźniaczym „Norge” wchodził w skład 1. Dywizjonu Pancerników stacjonującego w porcie w Narwiku.
Rankiem 9 kwietnia 1940 roku wojska niemieckie zaatakowały Norwegię. W rejon Narwiku wysłano grupę 10 niszczycieli z desantem strzelców górskich dla zajęcia portu. Wchodzące na redę niszczyciele zostały zatrzymane strzałem ostrzegawczym przez „Eidsvold”. Z flagowego niszczyciela „Wilhelm Heidkamp” wysłano na pancernik motorówkę z oficerem dla przeprowadzenia negocjacji. Negocjator odmówił opuszczenia przez niemieckie okręty wód norweskich i sam zażądał kapitulacji od dowódcy pancernika, komandora Odda I. Willocha. Wobec nieprzyjęcia tej propozycji, niemiecki parlamentariusz odpłynął w stronę własnego niszczyciela, sygnalizując wynik rozmów wystrzeleniem czerwonej flary. „Wilhelm Heidkamp” wystrzelił w kierunku pancernika salwę torpedową, która trafiła w dziobową komorę amunicyjną. „Eidsvold” przełamał się na dwie części i zatonął w ciągu kilkunastu sekund, o godz. 4.37. Ze 183 członków załogi, obecnych w chwili ataku na pokładzie okrętu, zginęło 175 ludzi, wraz z dowódcą. Jedynie osiem osób zdołało się uratować.